# Гуймі
Гуймі — село в Лакському районі Дагестану.
До райцентру 10 км. Кругом села березові, липові та ясенові рощі.
Спочатку село розташовувалося нижче теперішнього місця в місцевості Еялу, що лакською означає «руїни». Про те, що історія цього села є дуже давньою свідчать досить великі розміри старих цвинтарів нижче та під селом.
Школа в селі відкрита в 1926 році.
У 1886 році тут було 87 дворів. В 1914 тут мешкало 513 осіб. В 1929 було 87 дворів та 310 мешканців.
Духовному лідеру джамаата Амін-ефенді Гуймінському односельці звели на його могилі зіярат (мовзолей).